# 1826
1826 (MDCCCXXVI) je bilo navadno leto, ki se je po gregorijanskem koledarju začelo na nedeljo, po 12 dni počasnejšem julijanskem koledarju pa na petek.

## Rojstva
- 15. januar - Mihail Saltikov-Ščedrin, ruski pisatelj, satirik († 1889)
- 9. februar - Jožef Borovnjak, madžarsko-slovenski pisatelj in politika|politični]] vodnik († 1909)
- 13. julij - Stanislao Cannizzaro, italijanski kemik († 1910)
- 17. september - Bernhard Riemann, nemški matematik († 1866)

## Smrti
- 13. maj - Christian Kramp, francoski matematik (* 1760)
- 4. julij - Thomas Jefferson, ameriški državnik, predsednik (* 1743)
- 22. julij - Giuseppe Piazzi, italijanski astronom, menih (* 1746)
- 23. november - Johann Elert Bode, nemški astronom (* 1747)